# Tašmajdan Sportsko-Rekreativni Centar
Das Tašmajdan Sportsko-Rekreativni Centar ist ein Sport- und Freizeitzentrum im Stadtteil Tašmajdan der serbischen Hauptstadt Belgrad.
In der 1957 nach mehrjähriger Bauzeit eröffneten Arena fanden 1973 die ersten Schwimmweltmeisterschaften statt. 2006 kamen im Außenbecken bei der Wasserball-Europameisterschaften die Spiele des Männerwettbewerbs zur Austragung. 2007 fanden in der Halle die Schwimmwettbewerbe des Europäischen Olympischen Sommer-Jugendfestivals 2007 statt. Zwei Jahre später wurden die Schwimmwettbewerbe der Sommer-Universiade 2009 in der zwischenzeitlich stark baufälligen Halle durchgeführt.
Neben Schwimmwettbewerben finden seit den 1970er-Jahren Konzerte im Tašmajdan Sportsko-Rekreativni Centar statt. Am 8. September 1981 fand in der Arena das internationale Finale des Spiel ohne Grenzen statt. 2005 und 2007 war die Halle Austragungsort des Finales der serbischen Castingshow Zvezde Granda.

## Konzerte (Auswahl)
| Datum                  | Künstler             |
| ---------------------- | -------------------- |
| 1. September 1979      | Riblja čorba         |
| 10. Juni 1982          | Zdravko Čolić        |
| 10. Juni 1983          | Galija               |
| 8. & 9. Juni 1985      | Bajaga i Instruktori |
| 14. September 1985     | Plavi Orkestar       |
| 17. September 1993     | Svetlana Ražnatović  |
| 13. Juni 1994          | Lepa Brena           |
| 29. Juni 1996          | Partibrejkers        |
| 13. September 1996     | Zabranjeno Pušenje   |
| 31. Mai & 1. Juni 1997 | Riblja čorba         |
| 18. Mai 2002           | Lee Perry            |
| 25. Mai 2002           | Bajaga i Instruktori |
| 1. Juni 2002           | Manu Chao            |
| 28. Juni 2002          | Femi Kuti            |
| 26. Juli 2002          | Motörhead            |
| 5. Juni 2003           | OK Band              |
| 12. Juni 2003          | Magazin              |
| 20. Juni 2003          | Van Gogh             |
| 13. Juni 2004          | Vlado Georgiev       |
| 27. Juni 2004          | Earth, Wind and Fire |
| 13. Juni 2005          | Kraftwerk            |
| 13. Juni 2006          | The Sisters of Mercy |
| 30. Juli 2006          | Whitesnake           |
| 16. August 2006        | Toto                 |
| 15. September 2006     | Sinan Sakić          |
| 16. September 2006     | Rock 'n' Roll škola  |
| 21. Juni 2007          | The Cult             |
| 29. August 2008        | Sinan Sakić          |
| 5. & 6. September 2008 | Jelen Pivo Live 2008 |